# لیتیم متابورات
لیتیم متابورات (به انگلیسی: Lithium metaborate) با فرمول شیمیایی LiBO۲ یک ترکیب شیمیایی با شناسه پاب‌کم ۱۲۳۳۰۸ است. که جرم مولی آن ۴۹٫۷۵۱ g/mol می‌باشد. شکل ظاهری این ترکیب، بلورهای دستگاه بلوری مونوکلینیک سفید است.